# Triphosa albosignata
Triphosa albosignata är en fjärilsart som beskrevs av Otto Staudinger 1894. Triphosa albosignata ingår i släktet Triphosa och familjen mätare. Inga underarter finns listade i Catalogue of Life.